# Johannes Franz August von Devivere
Johannes Franz August von Devivere (* 3. November 1798 in Lippstadt; † 28. Juni 1878 in Meschede) war ein deutscher Kommunalpolitiker und Landrat.
Johannes Franz August von Devivere war Mitglied der ursprünglich aus Gent stammenden Familie Devivere, die in der Folge der französischen Revolution emigrierte. Der Vater war Anselm Franz Joseph von Devivere, der im Kreis Meschede ein Rittergut erworben hatte. Die Mutter war Marie Isabelle Franziska von Tassigny.
Devivere legte sein Abitur am Archigymnasium in Soest ab. Anschließend diente er als Einjährig-Freiwilliger beim 2. Dragonerregiment in Paderborn. Zwischen 1822 und 1823 arbeitete er im Bürgermeisteramt von Hamm. Danach wurde er Bürgermeistersekretär in Warendorf. Ab 1824 amtierte Devivere als Bürgermeister von Füchtorf im Kreis Warendorf. Ab 1829 war er Bürgermeister von Arnsberg und zusätzlich ab 1836 der Landgemeinde Arnsberg. Ab 1837 war Devivere Bürgermeister in Schwefe im Kreis Soest und ab 1844 in Freienohl. 1849 machte er als Landwehrhauptmann den Krieg gegen Dänemark mit und nahm an den Gefechten von Missunde, Veile und Aarhaus teil. Am 22. März 1854 erfolgte auf eigenen Wunsch der Abschied aus dem Militär, unter gleichzeitiger Ernennung zum Major. Ab dem 10. Juli 1854 amtierte er als Landrat im Kreis Meschede. Er war Träger des Roten Adlerordens 4. Klasse.